# غيداء خزنة كاتبي
غيداء خزنة كاتبي، أكاديمية أردنية وباحثة في التاريخ الإسلامي، تعتبر أول أستاذة من كلية الآداب في الجامعة الأردنية.

## الدراسة
حصلت غيداء خزنة كاتبي على الدرجات العلمية الثلاث، البكالوريوس والماجستير والدكتوراه من كلية الآداب في الجامعة الأردنية.

## العمل
التحقت الدكتورة غيداء بالعمل في الجامعة الأردنية عام 1994، ترأست قسم التاريخ منذ عام 2002 حتى عام أستاذة في كلية الآداب في الجامعة الأردنية، تعمل الدكتورة غيداء باحثة في مديرية الوثائق الوطنية، وفي عدّة مشاريع تابعة للمجمع الملكي لبحوث الحضارة الإسلامية\مؤسسة آل البيت، حيث ترأس دائرة الدراسات الاقتصادية فيها.

## مؤلفاتها
نشرت غيداء خزنة كاتبي عدّة كتب في التاريخ، فضلاً عن عشرات الأبحاث والمقالات، وتتضمن:
- الطبري المؤرخ، والكتابة التاريخية في العصر العباسي.
- معجم مصطلحات تاريخ الاقتصاد الإسلامي - عن المؤسسة العربية للدراسات والنشر.
- مقدمة في الفكر الاقتصادي الإسلامي - عن المؤسسة العربية للدراسات والنشر.
- الأسطول الأموي من خلال وثائق البردي - عن المؤسسة العربية للدراسات والنشر.
- الخراج منذ الفتح الإسلامي حتى أواسط القرن الثالث الهجري.[3]